# Léon Humbert
Léon Humbert (ur. w 1900, zm. w 1969) – francuski rolnik zaangażowany w pomoc Polakom podczas II wojny światowej.

## Życiorys
Po pokonaniu Francji w 1940, Alzacja została włączona do III Rzeszy. Léon Humbert pozostawał w bliskich relacjach ze spokrewnioną rodziną Goriusów: Eugène (który był jego ojczymem) i Marie Gorius oraz ich córką Rosalie, którzy prowadzili gospodarstwo w Fréland w Alzacji i byli niechętni wobec okupantów. Pozostawali w bliskim kontakcie ze swoim proboszczem, Raymondem Voegelim, który zaangażował się w ruch oporu, między innymi pomagając Alzatczykom w unikaniu wcielenia do Wehrmachtu.
W 1941 w Ursprung pod Fréland, w pobliżu gospodarstwa Goriusów, Niemcy założyli obóz dla 30 polskich jeńców wojennych (Arbeitskommando Lager nr 491). Za zgodą strażników Polacy mogli opuszczać obóz, aby pomagać w pracach miejscowym rolnikom. Latem 1944 ksiądz Voegeli zwrócił się do Léona Humberta z prośbą o udzielenie schronienia polskim jeńcom po ich spodziewanej ucieczce z obozu. Goriusów do wyrażenia zgody namówiła ich córka Rosalie.
26 sierpnia 1944 Marie Gorius napisała do jeńców po niemiecku wiadomość: „Dziś w nocy uciekajcie drogą w dół”. Kartkę do obozu dostarczyła Rosalie, która następnie w nocy, razem z Léonem, doprowadziła Polaków do starej kopalni, która została przygotowana jako kryjówka. Przecięli także prowadzący do obozu kabel telefoniczny. Opóźnili w ten sposób reakcję Niemców. Po kilku dniach uciekinierzy przenieśli się do stodoły Goriusów. Cała rodzina była zaangażowana w opiekę nad nimi. Jeanine Hermann (po mężu – Humbert), chrześnica Léona, nosiła Polakom żywność gromadzoną przez księdza Voegelego i ostrzegała w razie nadchodzenia Niemców. Polacy zaś, przedstawiani przez Goriusów jako dalecy krewni, pomagali gospodarzom na roli. Mimo że Gestapo aktywnie poszukiwało polskich żołnierzy, doczekali oni wyzwolenia przez wojska amerykańskie na początku grudnia 1944.
Po wojnie rodzina za zasługi dla ruchu oporu została uhonorowana przez władze Francji.
W uznaniu zasług za pomoc Polakom, w 2022 Léon został wyróżniony Medalem Virtus et Fraternitas. Odznaczeni zostali także inni mieszkańcy Fréland: Eugène Gorius, Marie Gorius, Rosalie Fogel, Jeanine Humbert i Raymond Voegeli.